# Vincent Muselli
Vincent Muselli (* 22. Mai 1879 in Argentan; † 28. Juni 1956 in Clichy) war ein französischer Dichter.

## Leben und Werk
Vincent Muselli hatte einen korsischen Vater. Er besuchte das Jesuitenkolleg in Argentan und das Collège Sainte-Barbe in Paris, studierte Latein und Französisch und unterrichtete eine Zeit lang in Königsberg. In Paris wurde er der Freund der Dichter (André Salmon, Jean Paulhan) und der Maler (André Derain). 1951 erhielt er den Grand prix de littérature der Société des gens de lettres (SGDL). Er war Offizier der Ehrenlegion. In Argentan sind eine Straße und eine Schule nach ihm benannt.

## Werke
- L'œuvre poétique. Points et contrepoints, Paris 1957. (Gesammelte Werke)